# Delta Force: Task Force Dagger
Delta Force: Task Force Dagger — тактический шутер от первого лица, самостоятельное дополнение для Delta Force: Land Warrior, разработанное компанией Zombie Studios и посвященное специальным операциям элитных военных подразделений в Афганистане. Издавалось компанией-владельцем франшизы NovaLogic в мире, и 1С в СНГ. После того, как 2016 году THQ Nordic приобрела права на франшизу, компания занимается распространением игры посредством сервисов цифровой дистрибуции. Task Force Dagger, как и другие игры серии, можно приобрести в Steam, а с 23 марта 2017 года —  в GOG.

## Описание
Геймплейно игра похожа на предыдущие части серии — игроку дается определенные задания, которые он должен выполнить для выполнения миссии, так же могут присутствовать условия, при которых миссия будет провалена. При этом открытые локации и возможность выбора любого оружия из доступного арсенала перед каждой миссией дают широкую тактическую свободу действий. Сами задания разнообразны: уничтожение противника, уничтожение техники противника, кража разведданных, захват лидера террористов, освобождение заложников, разведка и т.д. Как и в Land Warrior, игрок может выбрать бойца — оперативника из различных спецподразделений стран НАТО и Содружества. Помимо собственно отряда Дельта в игре представлена возможность играть за бойца: Зеленых Беретов, Морских Котиков, Специальной оперативной группы ЦРУ, SAS, SASR, JTF-2, Рейнджеров армии США, корпуса Морской Пехоты США, Военных Парашютистов-Спасателей
Помимо одиночного режима игре присутствуют кооператив и мультиплеер.
В комплекте с игрой поставляется редактор карт.

## Оценки
| Сводный рейтинг | Сводный рейтинг |
| Агрегатор       | Оценка          |
| --------------- | --------------- |
| GameRankings    | 50,92 %         |